# Nati nel 1938/Marzo
| Questa pagina contiene informazioni ricavate automaticamente dalle voci biografiche con l'ausilio del template Bio e di un bot. L'aggiornamento è periodico e automatico e ricostruisce completamente la pagina. Se manca una persona in questa lista, sei pregato di non aggiungerla, ma accertati piuttosto che la sua voce biografica contenga il template Bio e che i dati anagrafici siano correttamente compilati. Se il template Bio manca, inseriscilo tu stesso o, in alternativa, metti l'avviso {{tmp\|Bio}} che ne segnala la mancanza. Se i dati riportati sono sbagliati, correggi direttamente la voce biografica; le modifiche saranno visibili in questa lista entro pochi giorni. Per chiarimenti vedi il progetto biografie. La lista contiene solo le 245 persone che sono citate nell'enciclopedia e per le quali è stato implementato correttamente il template Bio. Pagina aggiornata al 18 lug 2025. |

- 1º marzo - Giovanni De Censi, banchiere e dirigente d'azienda italiano
- 1º marzo - Tibor Palánkai, economista ungherese
- 1º marzo - Franco Restaino, storico della filosofia e filosofo italiano
- 1º marzo - Tufuga Efi, politico samoano
- 1º marzo - Rafael Valle, cestista portoricano († 2024)
- 1º marzo - Guido Ziccone, politico e avvocato italiano
- 1º marzo - Habib al-'Adli, politico e poliziotto egiziano
- 2 marzo - Jim Begg, attore e produttore cinematografico statunitense († 2008)
- 2 marzo - Claudio Govoni, ex calciatore italiano
- 2 marzo - Ricardo Lagos, politico cileno
- 2 marzo - Willy Pasini, psichiatra e sessuologo italiano
- 2 marzo - Leopoldo Raimondi, calciatore italiano († 2020)
- 3 marzo - Bruno Bozzetto, animatore, disegnatore e regista italiano
- 3 marzo - Mario Greco, magistrato e politico italiano
- 3 marzo - Patricia MacLachlan, scrittrice e insegnante statunitense († 2022)
- 3 marzo - Frank Radovich, ex cestista e allenatore di pallacanestro statunitense
- 3 marzo - Marco Ricci, pittore e incisore italiano († 1995)
- 3 marzo - Ebrahim Seifpour, ex lottatore iraniano
- 3 marzo - Heinz Wittig, pallanuotista tedesco orientale († 2012)
- 4 marzo - Anton Balasingham, giornalista e traduttore singalese († 2006)
- 4 marzo - Alpha Condé, politico guineano
- 4 marzo - Rossana Di Lorenzo, attrice italiana († 2022)
- 4 marzo - Elvio Fassone, ex magistrato, scrittore e politico italiano
- 4 marzo - Bruna Lelli, cantante italiana
- 4 marzo - Kito Lorenc, scrittore e poeta tedesco († 2017)
- 4 marzo - Vladimír Nadrchal, ex hockeista su ghiaccio cecoslovacco
- 4 marzo - Paula Prentiss, attrice statunitense
- 4 marzo - Helga Stroh, ex schermitrice tedesca
- 4 marzo - Anatolij Markovič Žabotinskij, fisico sovietico († 2008)
- 5 marzo - Martin Kemp, storico dell'arte britannico
- 5 marzo - Aleksandăr Kostov, calciatore e allenatore di calcio bulgaro († 2019)
- 5 marzo - Lynn Margulis, biologa statunitense († 2011)
- 5 marzo - Leon Nahon, ex pallanuotista sudafricano
- 5 marzo - Boris Nikitin, nuotatore sovietico († 1984)
- 5 marzo - Festus Onigbinde, allenatore di calcio nigeriano
- 5 marzo - Hayden Thompson, cantante statunitense
- 5 marzo - Fred Williamson, attore, regista cinematografico e ex giocatore di football americano statunitense
- 6 marzo - Pauline Boty, pittrice e attrice britannica († 1966)
- 6 marzo - Hans Candrian, bobbista svizzero († 1999)
- 6 marzo - Francesco Coccopalmerio, cardinale e arcivescovo cattolico italiano
- 6 marzo - Jean-Paul Escale, ex calciatore francese
- 6 marzo - Armando Ginesi, critico d'arte italiano († 2022)
- 6 marzo - Guidone, cantante e numismatico italiano († 2023)
- 6 marzo - Nikolaj Manošin, calciatore sovietico († 2022)
- 6 marzo - Joel Meyerowitz, fotografo statunitense
- 6 marzo - Luis Robles Díaz, arcivescovo cattolico messicano († 2007)
- 6 marzo - Giovanni Sciamarelli, grecista e traduttore italiano
- 7 marzo - David Baltimore, biologo statunitense
- 7 marzo - Alan Cousin, calciatore scozzese († 2016)
- 7 marzo - Derviş Eroğlu, politico cipriota
- 7 marzo - Albert Fert, fisico francese
- 7 marzo - Aristide Guarneri, ex calciatore e allenatore di calcio italiano
- 7 marzo - Gino Menicucci, arbitro di calcio italiano († 2015)
- 7 marzo - Nicolò Voltan, imprenditore e dirigente sportivo italiano
- 7 marzo - José Zamanillo, ex calciatore spagnolo
- 8 marzo - Hanoch Barkon, ex cestista israeliano
- 8 marzo - Hans Fogh, velista danese († 2014)
- 8 marzo - Milan Galić, calciatore jugoslavo († 2014)
- 8 marzo - George Innes, attore britannico
- 8 marzo - Juris Kalniņš, cestista sovietico († 2010)
- 8 marzo - Bruno Pizzul, giornalista e telecronista sportivo italiano († 2025)
- 8 marzo - Giorgio Puia, allenatore di calcio e ex calciatore italiano
- 8 marzo - Claudio Saporetti, assiriologo e orientalista italiano
- 8 marzo - Lewis Teague, regista statunitense
- 9 marzo - Umberto Allemandi, editore italiano
- 9 marzo - Joseph Carrara, ciclista su strada francese († 2024)
- 9 marzo - Claudia Corradini, politica italiana
- 9 marzo - Federico De Leonardis, artista italiano
- 9 marzo - Franco Gianesello, ex calciatore italiano
- 9 marzo - Lill-Babs, cantante svedese († 2018)
- 9 marzo - Leonhard Nagenrauft, slittinista tedesco occidentale († 2017)
- 9 marzo - Harry Obeney, allenatore di calcio e ex calciatore inglese
- 9 marzo - Ryszard Parulski, schermidore polacco († 2017)
- 9 marzo - Charles Siebert, attore statunitense († 2022)
- 9 marzo - Giuseppe Tonucci, ciclista su strada italiano († 1988)
- 9 marzo - Bobby Walden, giocatore di football americano statunitense († 2018)
- 10 marzo - Kazım Ayvaz, lottatore turco († 2020)
- 10 marzo - Jean Becker, regista, sceneggiatore e attore francese
- 10 marzo - Giovanni Bettini, politico e architetto italiano († 2023)
- 10 marzo - Alfonso Capone, medico e politico italiano († 2003)
- 10 marzo - Warren Jacques, ex tennista e allenatore di tennis australiano
- 10 marzo - Nino Lupica, artista italiano († 2015)
- 10 marzo - Micole Mercurio, attrice statunitense († 2016)
- 10 marzo - Ron Mix, ex giocatore di football americano statunitense
- 10 marzo - Lorenzo Palomo, direttore d'orchestra, compositore e pianista spagnolo († 2024)
- 10 marzo - Mario Signorino, giornalista e politico italiano († 2016)
- 10 marzo - Joseph Velly, ciclista su strada francese († 2016)
- 10 marzo - Domenico Volpini, politico e saggista italiano
- 11 marzo - Margherita Boniver, politica italiana
- 11 marzo - Pier Ugo Calzolari, ingegnere italiano († 2012)
- 11 marzo - Viktor Konovalenko, hockeista su ghiaccio sovietico († 1996)
- 11 marzo - Jackie Moreland, cestista statunitense († 1971)
- 11 marzo - Carlo Porciani, fumettista italiano († 2015)
- 11 marzo - Suhaila Siddiq, politica, medico e militare afghana († 2020)
- 11 marzo - Brian Skyrms, logico e filosofo statunitense
- 11 marzo - Thio Gim Hock, pallanuotista singaporiano († 2020)
- 11 marzo - Christian Wolff, attore e doppiatore tedesco
- 11 marzo - Roberto Zanetti, critico musicale, musicologo e docente italiano († 2024)
- 12 marzo - Patricia Carli, cantante e compositrice italiana
- 12 marzo - Piera Degli Esposti, attrice e regista teatrale italiana († 2021)
- 12 marzo - Giuseppe Galtarossa, ex calciatore e dirigente sportivo italiano
- 12 marzo - Mario Giobbe, giornalista e conduttore radiofonico italiano
- 12 marzo - Hans Kessler, teologo tedesco
- 12 marzo - Corrado Pellanera, cestista e allenatore di pallacanestro italiano († 2024)
- 12 marzo - Johnny Rutherford, pilota automobilistico statunitense
- 12 marzo - Ken Spears, animatore e produttore televisivo statunitense († 2020)
- 12 marzo - Liana Trouché, attrice italiana († 1981)
- 12 marzo - Ron Tutt, batterista statunitense († 2021)
- 12 marzo - Katherine Woodville, attrice inglese († 2013)
- 13 marzo - Joe Bellino, giocatore di football americano statunitense († 2019)
- 13 marzo - François Bovon, biblista svizzero († 2013)
- 13 marzo - Giuseppe Fiaschi, allenatore di calcio e ex calciatore italiano
- 13 marzo - Erma Franklin, cantante statunitense († 2002)
- 13 marzo - Michael Molloy, maratoneta irlandese († 2023)
- 13 marzo - Guelfo Nalli, cornista e musicista argentino († 1995)
- 14 marzo - Pierluigi Angeli, politico italiano
- 14 marzo - Eleanor Bron, attrice e sceneggiatrice britannica
- 14 marzo - Michael D'Asaro, schermidore statunitense († 2000)
- 14 marzo - Angus MacLise, musicista e poeta statunitense († 1979)
- 14 marzo - Árpád Orbán, calciatore ungherese († 2008)
- 14 marzo - Ion Țăranu, lottatore rumeno († 2005)
- 15 marzo - Robin Hartshorne, matematico statunitense
- 15 marzo - Dick Higgins, poeta e compositore inglese († 1998)
- 15 marzo - Mario Iovine, mafioso italiano († 1991)
- 15 marzo - Charles Lloyd, sassofonista e compositore statunitense
- 15 marzo - Rubén Martinez, pugile spagnolo († 2006)
- 15 marzo - Giorgio Rumi, storico e politologo italiano († 2006)
- 15 marzo - Juan Manuel Tartilán, allenatore di calcio e ex calciatore spagnolo
- 15 marzo - Caçulinha, musicista, polistrumentista e compositore brasiliano († 2024)
- 16 marzo - Carlos Bilardo, allenatore di calcio e ex calciatore argentino
- 16 marzo - Nancy Fish, attrice statunitense
- 16 marzo - Lidija Percan, cantante croata
- 16 marzo - Tom Robinson, velocista bahamense († 2012)
- 16 marzo - Petar Šulinčevski, allenatore di calcio e ex calciatore jugoslavo
- 17 marzo - Waldemar Blatskauskas, cestista brasiliano († 1964)
- 17 marzo - Mohamed Salah Jedidi, calciatore tunisino († 2014)
- 17 marzo - Aleksej Kiselëv, pugile sovietico († 2005)
- 17 marzo - Adolf Knoll, calciatore austriaco († 2018)
- 17 marzo - Rudol'f Nureev, ballerino e coreografo sovietico († 1993)
- 17 marzo - Keith O'Brien, cardinale e arcivescovo cattolico britannico († 2018)
- 17 marzo - Zola Taylor, cantante statunitense († 2007)
- 18 marzo - Giovanni Bruni, politico italiano († 2022)
- 18 marzo - Roberto Chiappa, attore e stuntman italiano
- 18 marzo - Antonio Colombo, ex calciatore italiano
- 18 marzo - Pete Dawkins, ex giocatore di football americano e militare statunitense
- 18 marzo - Ramiro de León, cestista e allenatore di pallacanestro uruguaiano († 2007)
- 18 marzo - Gabriele Devecchi, designer, architetto e orafo italiano († 2011)
- 18 marzo - Andrea Dotti, psichiatra italiano († 2007)
- 18 marzo - Carl Gottlieb, sceneggiatore, regista e autore televisivo statunitense
- 18 marzo - Shashi Kapoor, attore e regista indiano († 2017)
- 18 marzo - Igor' Lužkovskij, nuotatore sovietico († 2000)
- 18 marzo - Kenny Lynch, cantante e attore britannico († 2019)
- 18 marzo - Timo Mäkinen, pilota di rally finlandese († 2017)
- 18 marzo - Mohammad Ali Sanatkaran, ex lottatore iraniano
- 18 marzo - Machiko Soga, attrice e doppiatrice giapponese († 2006)
- 19 marzo - Michele Armentani, politico italiano († 2021)
- 19 marzo - Giuseppe Grassotti, allenatore di calcio italiano († 2024)
- 19 marzo - Joe Kapp, giocatore di football americano statunitense († 2023)
- 19 marzo - Maria Cavaco Silva, portoghese
- 19 marzo - Sai Paranjpye, regista e sceneggiatrice indiana
- 19 marzo - Henri Villecourt, ex cestista francese
- 20 marzo - John Barnhill, cestista e allenatore di pallacanestro statunitense († 2013)
- 20 marzo - Sergej Petrovič Novikov, matematico sovietico († 2024)
- 20 marzo - Jona Oberski, scrittore olandese
- 20 marzo - Dieter Seiz, ex pallanuotista tedesco
- 20 marzo - Harry Vriend, ex pallanuotista e allenatore di pallanuoto olandese
- 21 marzo - Silvio Benedetto, pittore e scultore argentino
- 21 marzo - Giovanni Blandino, scultore e pittore italiano († 2020)
- 21 marzo - Terry Gray, allenatore di hockey su ghiaccio e hockeista su ghiaccio canadese († 2020)
- 21 marzo - Barry Hawkes, calciatore inglese († 2016)
- 21 marzo - Doug Kistler, cestista statunitense († 1980)
- 21 marzo - Dorrit Kristensen, ex nuotatrice danese
- 21 marzo - Luigi Tenco, cantautore e poeta italiano († 1967)
- 22 marzo - Guglielmo Colussi, rugbista a 15, allenatore di rugby a 15 e dirigente sportivo italiano († 2016)
- 22 marzo - Paolo Facchinetti, giornalista e scrittore italiano († 2014)
- 22 marzo - Anna Rossi-Doria, storica italiana († 2017)
- 23 marzo - Silvano Agosti, regista e montatore italiano
- 23 marzo - Bertie Auld, calciatore e allenatore di calcio scozzese († 2021)
- 23 marzo - Bruno Bulgarelli, tenore italiano
- 23 marzo - Barbara Iglewski, microbiologa e immunologa statunitense († 2023)
- 23 marzo - Mel Peterson, ex cestista statunitense
- 23 marzo - Stefano Tatai, scacchista italiano († 2017)
- 23 marzo - Józef Zych, politico e giurista polacco
- 24 marzo - Renato Benaglia, calciatore e allenatore di calcio italiano († 2023)
- 24 marzo - Alan Collier, ex calciatore inglese
- 24 marzo - Holger Czukay, compositore e bassista tedesco († 2017)
- 24 marzo - Salvatore Enrico Failla, musicologo, musicista e compositore italiano († 2008)
- 24 marzo - Vittorino Girardi, vescovo cattolico italiano
- 24 marzo - Ian Hamilton, poeta e critico letterario britannico († 2001)
- 24 marzo - David Irving, saggista britannico
- 24 marzo - Helena Kallianiotes, attrice e ex ballerina greca
- 24 marzo - Kent Kresa, dirigente d'azienda statunitense
- 24 marzo - Larry Wilson, giocatore di football americano statunitense († 2020)
- 24 marzo - Valentino Zeichen, scrittore e poeta italiano († 2016)
- 25 marzo - Hoyt Axton, attore, compositore e cantante statunitense († 1999)
- 25 marzo - Daniel Buren, pittore e scultore francese
- 25 marzo - Publio Fiori, politico italiano († 2024)
- 25 marzo - Fritz d'Orey, pilota automobilistico brasiliano († 2020)
- 25 marzo - Paul Pesthy, schermidore e pentatleta ungherese († 2008)
- 25 marzo - Vittorio Possenti, filosofo e pubblicista italiano
- 26 marzo - Anthony James Leggett, fisico inglese
- 26 marzo - Manuel Sanchís Martínez, calciatore spagnolo († 2017)
- 26 marzo - Jorrit Tornquist, artista austriaco († 2023)
- 26 marzo - Antonio Trebiciani, allenatore di calcio italiano
- 26 marzo - Giusi Verbaro, poetessa e critica letteraria italiana († 2015)
- 27 marzo - Jean-Pierre Alba, calciatore francese († 2015)
- 27 marzo - Giovanni Cuojati, politico italiano († 2021)
- 27 marzo - Bruno Ducati, ex calciatore italiano
- 27 marzo - Julie Hoyle, ex nuotatrice britannica
- 27 marzo - Rolando Irusta, calciatore argentino († 2012)
- 27 marzo - Cesare Marini, politico italiano
- 27 marzo - Hansjörg Schneider, scrittore svizzero
- 27 marzo - Paolo Vaini, ex calciatore italiano
- 28 marzo - Jacques Caballé, ex cestista e allenatore di pallacanestro francese
- 28 marzo - Genco Erkal, attore e attivista turco († 2024)
- 28 marzo - Lowery Kirk, cestista statunitense († 2018)
- 28 marzo - Stanisław Olejniczak, cestista polacco († 2022)
- 28 marzo - Marta Skupilová, nuotatrice cecoslovacca († 2017)
- 29 marzo - Roberto Corradi, ex calciatore italiano
- 29 marzo - Pierluigi Gatti, ex triplista e lunghista italiano
- 29 marzo - Barry Jackson, attore inglese († 2013)
- 29 marzo - Alfonso Márquez, cestista filippino († 2020)
- 29 marzo - Manuel Monteiro de Castro, cardinale e arcivescovo cattolico portoghese
- 29 marzo - Francesco Onnis, avvocato e politico italiano († 2016)
- 29 marzo - Eugenio Santoro, chirurgo italiano
- 29 marzo - Jerry Tennant, bobbista statunitense († 2024)
- 29 marzo - Herschell Turner, cestista statunitense († 2024)
- 30 marzo - Susi Berger, designer e artigiana svizzera († 2019)
- 30 marzo - Roberto Brunelli, religioso, scrittore e critico d'arte italiano († 2022)
- 30 marzo - Roberto Ciardi, storico dell'arte italiano
- 30 marzo - Geronimo II, monaco cristiano e arcivescovo ortodosso greco
- 30 marzo - Paul Hollingdale, conduttore radiofonico britannico († 2017)
- 30 marzo - Tadeusz Rakoczy, vescovo cattolico polacco
- 30 marzo - Klaus Schwab, economista tedesco
- 31 marzo - Ahmet Ayık, ex lottatore turco
- 31 marzo - Sheila Dikshit, politica indiana († 2019)
- 31 marzo - Bill Hicke, hockeista su ghiaccio canadese († 2005)
- 31 marzo - Jimmy Johnson, giocatore di football americano statunitense († 2024)
- 31 marzo - Dennis Klatt, ingegnere statunitense († 1988)
- 31 marzo - Tõnno Lepmets, cestista sovietico († 2005)
- 31 marzo - Carolyn Miller, cestista e allenatrice di pallacanestro statunitense († 2008)
- 31 marzo - Silvano Montevecchi, vescovo cattolico italiano († 2013)
- 31 marzo - Michiko Nomura, doppiatrice giapponese
- 31 marzo - Arthur B. Rubinstein, compositore e direttore d'orchestra statunitense († 2018)
- 31 marzo - David Steel, politico britannico